# Lago Lochy

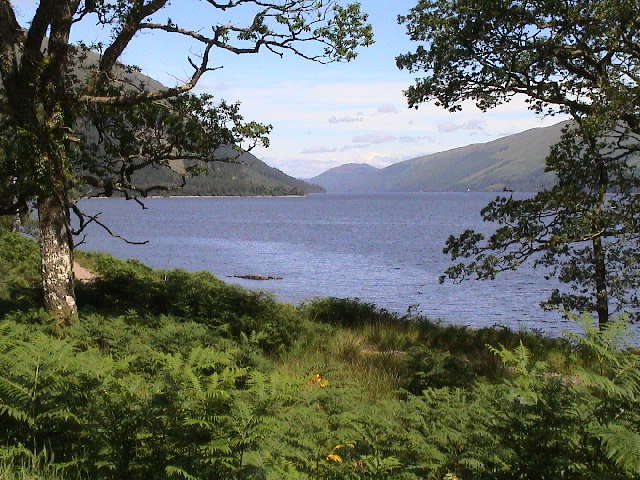
Lago Lochy.

Lago Lochy (em gaélico escocês: Loch Lochaidh) é um grande lago de água doce em Lochaber, Highland, na Escócia. Com uma profundidade média de 70 m, é o terceiro lago mais profundo da Escócia.
As histórias do folclore mencionam "um ser sobrenatural" chamado "Cavalo do Rio", que foi dito que emergiu do lago e assumiu a forma de um cavalo antes de se alimentar das ribanceiras do lago. O Cavalo do Rio também era conhecido como o "Senhor do Lago" e o "Rei da Água" e derrubaria barcos e "atraía as éguas de suas pastagens". Outra tradição era a do "Touro do Rio", "uma criatura gentil e inofensiva", que "emergiria do lago para o pasto das vacas".